# Fuerza Expedicionaria China
La Fuerza Expedicionaria China (en chino tradicional: 中國遠征軍; en chino simplificado: 中国远征军) fue una unidad expedicionaria del Ejército Nacional Revolucionario de China que fue enviada a Birmania e India en apoyo de los esfuerzos aliados contra el Ejército Imperial Japonés durante la invasión japonesa. y la ocupación de Birmania en el teatro del Sudeste Asiático de la Segunda Guerra Mundial.

## Antecedentes
En julio de 1937, el Imperio del Japón lanzó una invasión a gran escala de China y pronto aisló al país del resto del mundo. La resistencia china encabezada por el líder nacionalista Chiang Kai-shek en Chongqing dependía en gran medida de la línea de suministro a través de la carretera de Birmania, que reabrió en octubre de 1940. Estados Unidos estaba enviando materiales para apoyar la resistencia china a fines de 1941 como parte de la ley de Préstamo y Arriendo. Para cortar la línea de suministro china, el Ejército Imperial Japonés comenzó a planear la invasión de Birmania. Entre 1942 y 1944, el 98 por ciento de todos los préstamos y arrendamientos de EE. UU. a China fueron directamente a las unidades del Ejército de EE. UU. en China, no al ejército chino.
En diciembre de 1941, el ataque sorpresa a Pearl Harbor por parte del Imperio del Japón fue seguido inmediatamente por la invasión de las colonias británicas de Malasia y Birmania. En consecuencia, la segunda guerra sino-japonesa se fusionó con la Segunda Guerra Mundial y se estableció el teatro China-Birmania-India con un apoyo estadounidense cada vez mayor. Sin embargo, el Imperio Británico estaba preocupado por la guerra en el teatro europeo y no pudo desviar ningún recurso para proteger sus intereses coloniales, en particular sobre la India británica. Para asegurar la participación china en Birmania contra los japoneses, Reino Unido y China firmaron un acuerdo conjunto en diciembre de 1941 sobre la defensa mutua de Birmania Road. Este acuerdo condujo a la creación de la alianza sino-británica y la Fuerza Expedicionaria China.

## Primera expedición (marzo - agosto de 1942)
Más información: Conquista japonesa de Birmania

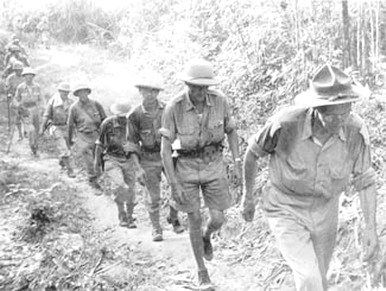
Stilwell retirándose de Birmania a la India, mayo de 1942.

La invasión japonesa de Birmania comenzó en enero de 1942, y Japón llevó a cabo una serie de ataques aéreos sobre Rangún, donde se encontraba el cuartel general del Cuerpo de Birmania del Ejército del Raj Británico. Para aliviar las posiciones aliadas en Birmania, la Fuerza Expedicionaria China (FEC) se formó a partir del 5.º Ejército y el Nuevo 6.º Ejército, bajo el mando del teniente general estadounidense Joseph Stilwell. La FEC entró en Birmania en febrero de 1942 y se enfrentó al Ejército Imperial Japonés en Toungoo. Stilwell llegó al frente el 22 de marzo y la 200.ª División china aguantó durante doce días contra las abrumadoras fuerzas japonesas antes de retirarse. Los reveses contra el ejército japonés aumentaron la tensión entre Stilwell y Chiang, ya que muchos comandantes chinos se negaron a cumplir las órdenes de Stilwell sin la aprobación previa de Chiang. Los japoneses pronto capturaron Rangún en marzo y avanzaron hacia la carretera de Birmania. La 1.ª División Birmana del Ejército del Raj Británico fue rodeada por los japoneses en los campos petrolíferos de la batalla de Yenangyaung el 18 de abril, y la 38.ª División dirigida por el teniente general Li-jen Sun intentó relevarlos.
Las fuerzas aliadas dirigidas por los británicos decidieron evacuar Birmania después de que Lashio cayera ante los japoneses el 29 de abril. En respuesta, Stilwell ordenó una retirada general a la India. Sin embargo, la mayoría del 5.º Ejército, dirigido por Du Yuming, intentó retirarse a Yunnan a través de bosques primitivos en el norte de Birmania. Las unidades fueron diezmadas por una emboscada japonesa junto con la malaria y la disentería, sufriendo grandes pérdidas. El fracaso de la primera expedición condujo al cierre de la carretera de Birmania, y los futuros esfuerzos de guerra chinos tuvieron que depender del Hump y la construcción de la carretera de Ledo como apoyo logístico.

## Segunda expedición (principios de 1943 - marzo de 1945)
Más información: Fuerza X y Fuerza Y

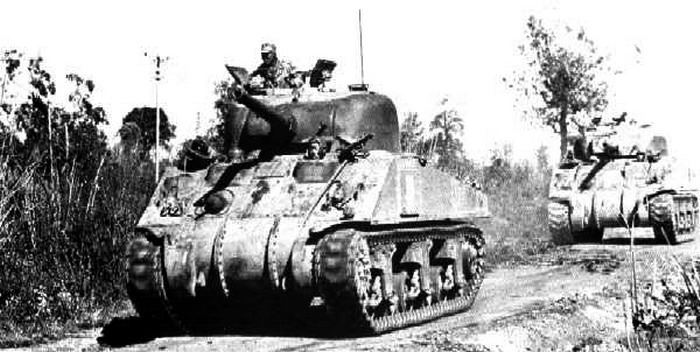
M4A4 Sherman chino.

Entre 1942 y 1943, muchos soldados chinos fueron transportados en avión desde Chongqing a la India y se unieron a los que habían seguido la retirada británica allí antes. Fueron entrenados con asesores estadounidenses y se convirtieron en la X Force en la que se incorporaron el Nuevo 1.º Ejército y el Nuevo 6.º Ejército, que contó con el apoyo de las Fuerzas Especiales estadounidenses en sus operaciones de campo. Durante la mayor parte de 1943, el ejército chino participó en varios conflictos con el ejército japonés mientras defendía la construcción de carretera de Ledo. En octubre de 1943, el Nuevo 1.º Ejército logró derrotar a la 18.ª División de veteranos japoneses en el valle de Hukawng. Para asegurar la apertura de la carretera de Ledo, el ejército chino en India recibió el nuevo nombre de "Comando de Combate de la Zona norte" (NCAC) y volvió a entrar en Birmania en la primavera de 1944. El ejército chino se enfrentó y derrotó a las fuerzas japonesas durante varias campañas. en el norte de Birmania y el oeste de Yunnan y recuperó Myitkyina en agosto. El éxito aliado en estas campañas permitió la apertura de la carretera de Ledo. Sin embargo, cuando Myitkyina fue capturada, el éxito aliado en el teatro del Pacífico estaba reduciendo la importancia del teatro China-Birmania-India.
Con la intención de coordinarse con la Fuerza X, la Fuerza Expedicionaria China de Wei Lihuang en Yunnan, conocida como Fuerza Y, cruzó el río Salween en abril y lanzó una ofensiva contra el ejército japonés. Para enero de 1945, la Fuerza Y había capturado la ciudad de Wanting en la frontera entre China y Birmania y recuperó el control de la ruta terrestre de Birmania a China. El primer convoy a través de la recién inaugurada carretera Ledo-Birmania llegó a Kunming en febrero de 1945.

## Final
Después de regresar a China, el Nuevo 1.º Ejército equipado por los estadounidenses y el Nuevo 6.º Ejército lucharon en la guerra civil china. Ambos fueron diezmados por las fuerzas comunistas durante la campaña de Liaoshen en el noreste de China y dejaron de existir. Se construyó un monumento a los soldados chinos caídos de la Fuerza Expedicionaria China en Tengchong, en Yunnan.